# Fort Gibson
Fort Gibson var ett militärt etablissemang i Oklahoma 1824-1890. Det är idag ett historiskt minnesmärke.

## Historisk översikt
Fort Gibson byggdes 1824 för att inhysa en framskjuten amerikansk garnison i ett område som kännetecknades av svåra konflikter mellan cherokeser och osager. Etablissemanget lades ner 1857. Under det amerikanska inbördeskriget togs fortet av konfedererade trupper, men återtogs av unionen. Efter kriget blev fortet återigen ett av den reguljära arméns etablissemang. Garnisonen lämnade fortet 1871 och det användes sedan som intendenturdepå, men redan efter ett år återvände trupperna. Fortet lades slutligen ned 1890.

## Byggnaderna

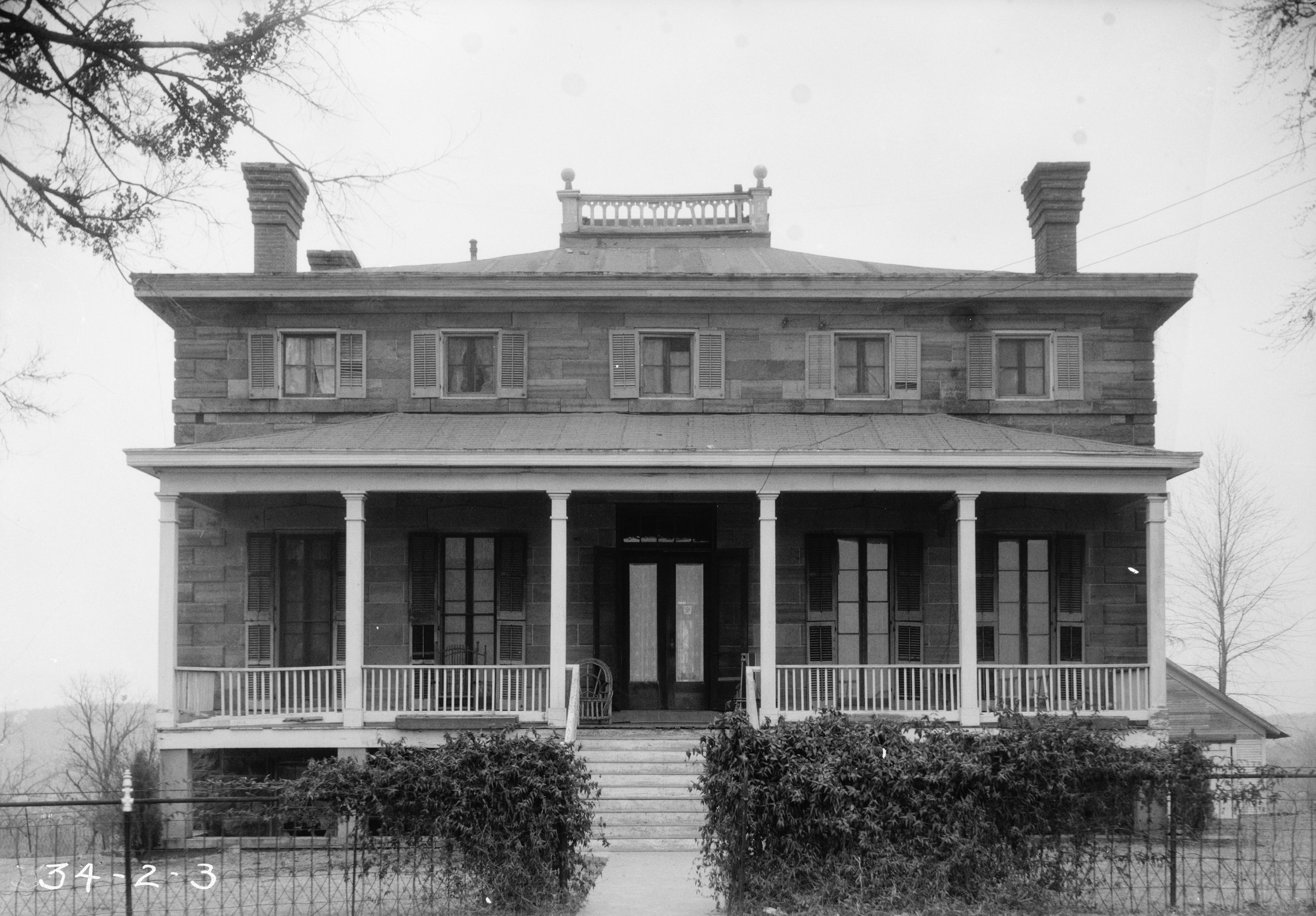
Chefsbostad uppförd 1868.

Fortet bygges 1824 som en öppen fyrkant av träbyggnader. Mellan byggnaderna löpte en stark pallisad av trä. I två av hörnen anlades blockhus så att bestrykande eld kunde avges längs fortets yttre delar. Efter 1840 byggdes fortet om på en högre belägen plats och fick nu ett moderna utseende med flera byggnader runt en kaserngård. Under inbördeskriget anlades fältbefästningar runt fortet.

## Verksamhet
Fort Gibson var den sista anhalten på tårarnas väg när tiotusentals människor från de fem civiliserade nationerna deporterades till Indianterritoriet. Fortet fungerade som depå för underhållet av de deporterade och som en bas för deras beskydd mot lokalbefolkningen i de områden de tvingades bosätta sig i. Det var också utgångspunkt för ett flertal militära expeditioner västerut, bland annat dragonexpeditionen 1834. Under inbördeskriget var det utgångspunkt för militära operationer riktade mot Fort Smith i Arkansas. 

## Historiskt minnesmärke

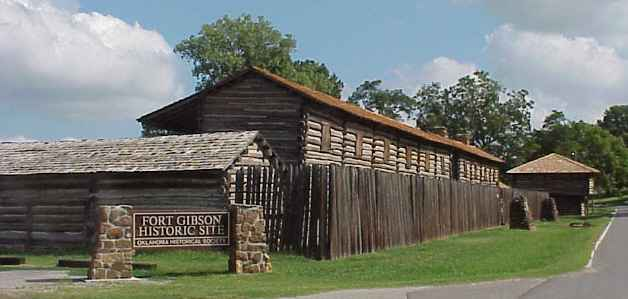
Det rekonstruerade äldre Fort Gibson.

Works Progress Administration rekonstruerade byggnaderna på 1930-talet. National Park Service införde 1960 fortet på förteckningen över historiskt minnesmärke, National Historic Landmarks.